# Consoles de joc de segona generació
La segona generació de consoles de joc s'inicià a finals dels anys 70 i va ser la que va provocar l'auge de la popularitat dels videojocs, fins i tot convertint-se posteriorment en una atracció de masses amb la sortida en els anys 80 de les consoles de joc de tercera generació NES i Master System. Però, va ser una altra consola de joc la que va ser precursora de tot el que vindria després, l'Atari 2600, que va aconseguir un important èxit i va convertir la marca Atari en la productora de videojocs per excel·lència durant la primera meitat de la dècada dels 80.

## Història

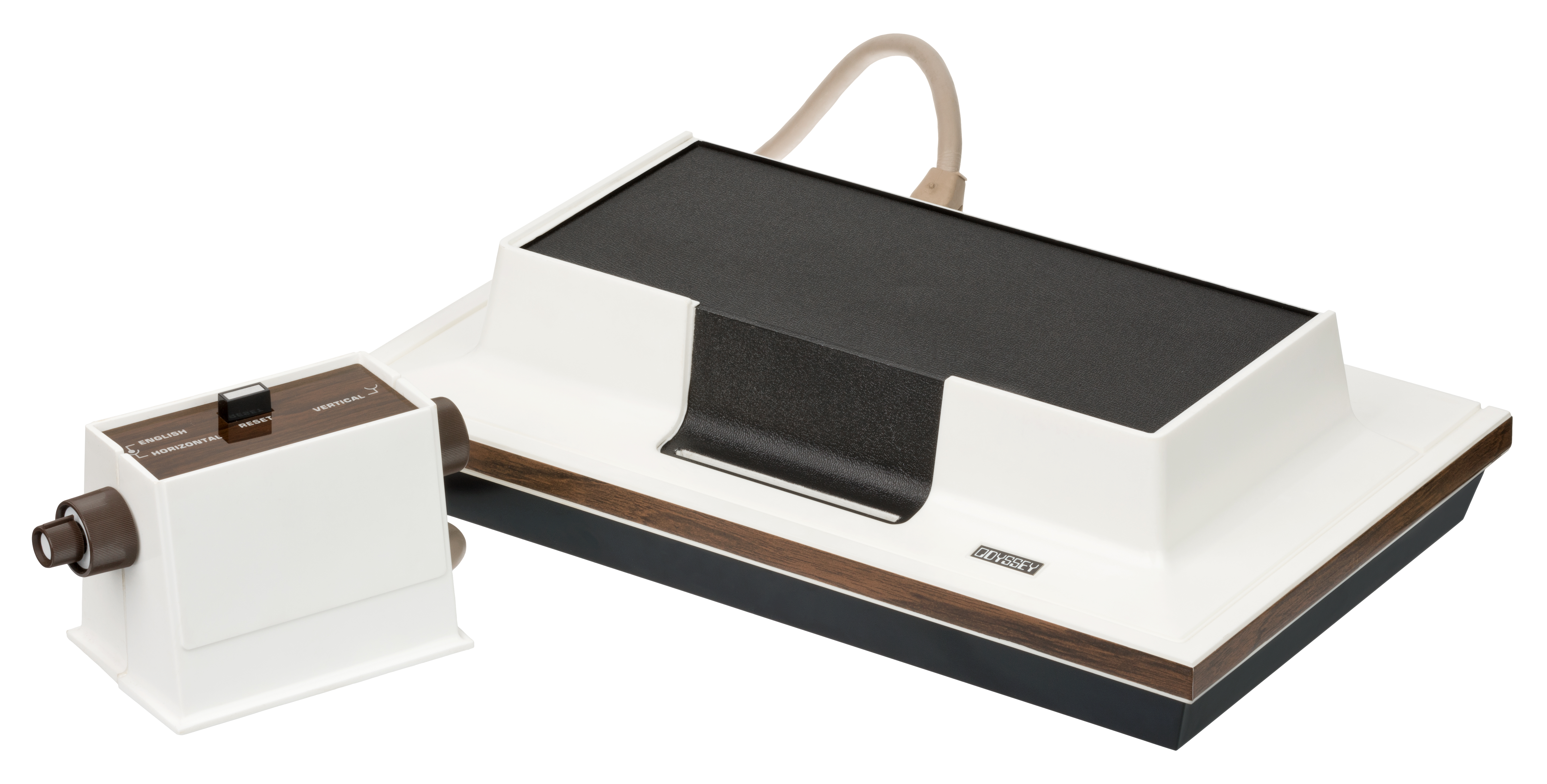
Magnavox Odyssey.

La primera generació, que va començar l'any 1971 amb el llençament de la Magnavox Odyssey, va gaudir d'un gran èxit entre 1975 i 1977 a conseqüència de la sortida de Home Pong. Durant aquests anys, les productores de videojocs volien emular el mateix tipus de model i per això van treure al mercat centenars de productes que tenien bàsicament una cosa en comú: el Pong. Però, aquestes productores no podien substistir en el mercat amb una gran quantitat de productes amb els mateixos patrons i sense cap diferència entre ells. A més, després de dos anys jugant el mateix, els usuaris de consoles de joc començaven a cansar-se del Pong. Paral·lelament, els salons recreatius anaven prenent forma i oferien una considerable varietat de jocs d'arcade gràcies a empreses com Atari: Space Invaders, Donkey Kong, Pac-Man, Asteroids…

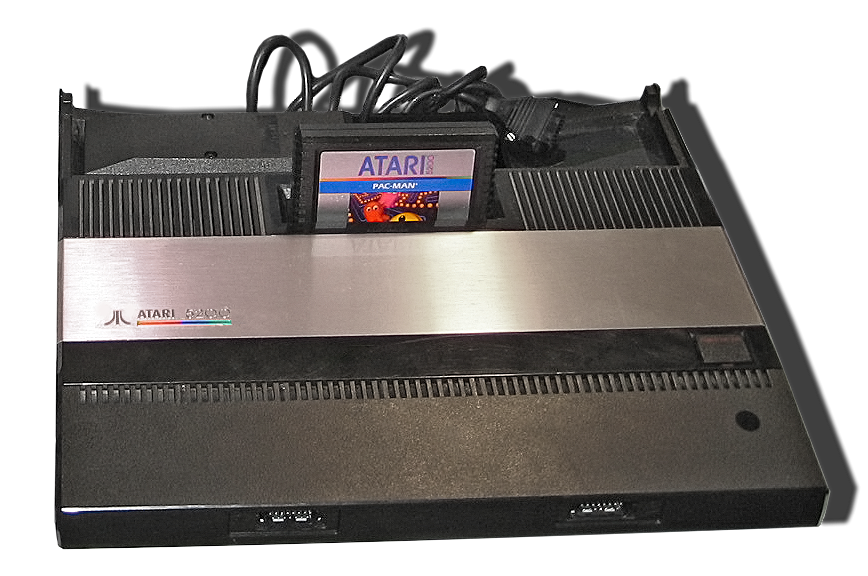
Atari 5200

Coneixent l'èxit que els salons recreatius estaven tenint, a Nolan Bushnell se li va ocórrer la idea de crear un sistema que, connectat al televisor, es pogués utilitzar per a gaudir dels mateixos jocs que es trobaven en aquests salons, mitjançant l'ús de cartutxos intercanviables i compatibles amb el sistema en concret. Tot i que en un principi la consola va ser pensada com un sistema d'interruptors (de la mateixa manera que ho era la Magnavox Odyssey), finalment es va decidir fer-la amb un processador central i un port d'expansió per a cartutxos de jocs, els quals portaven un chip amb l'informació del joc que havia de ser reproduïda pel sistema.
Així, un grup d'enginyers d'Atari va començar a desenvolupar el hardware. Poc després, ja havien desenvolupat el primer prototip de la futura consola, anomenada "'Stella". Malauradament, la productora no disposava del suficient capital per a comercialitzar-la, i això se li va sumar el problema de que havien de treure el sistema lo más aviat possible.

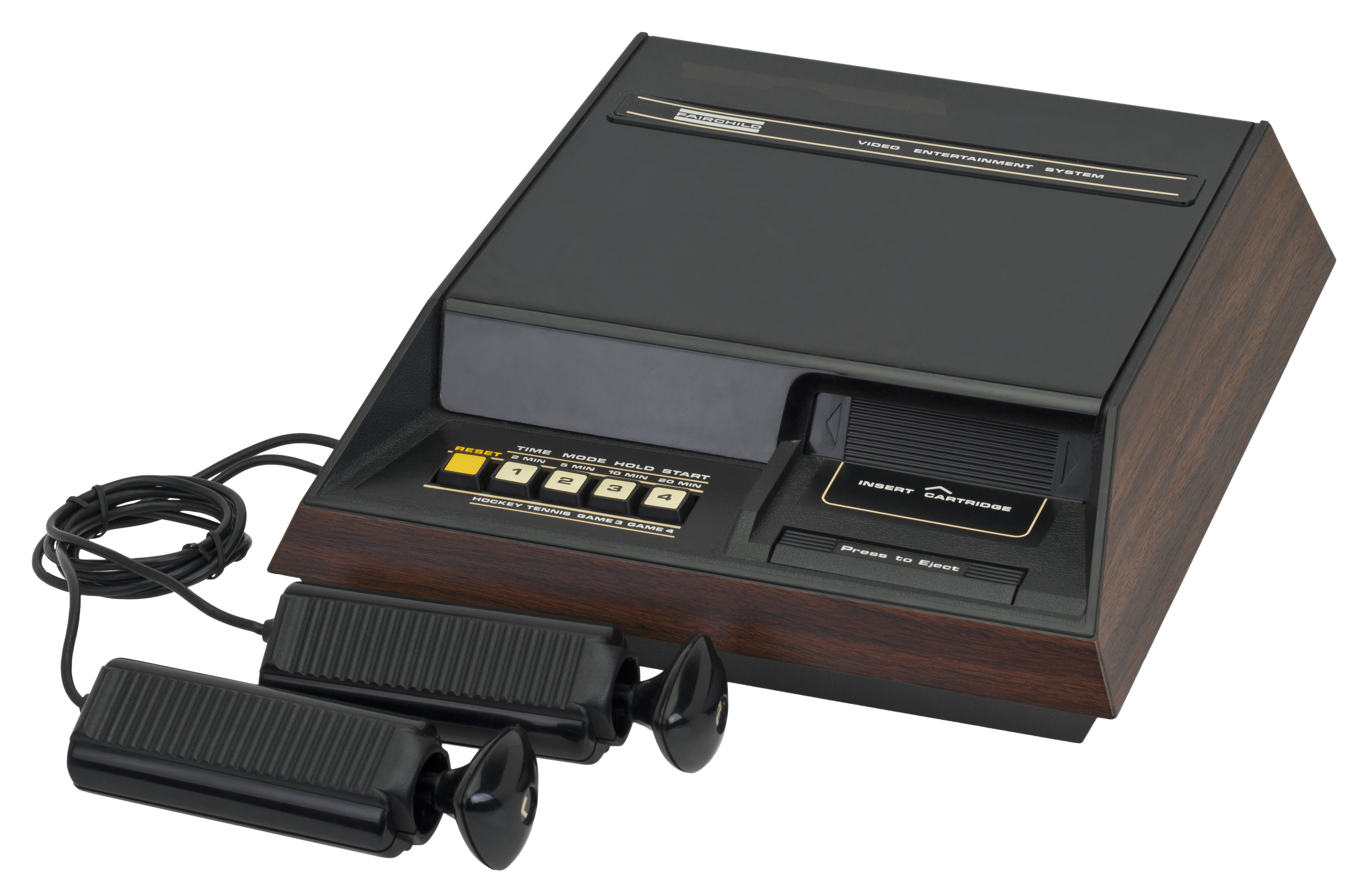
VES, posteriorment anomenada Fairchild Channel F

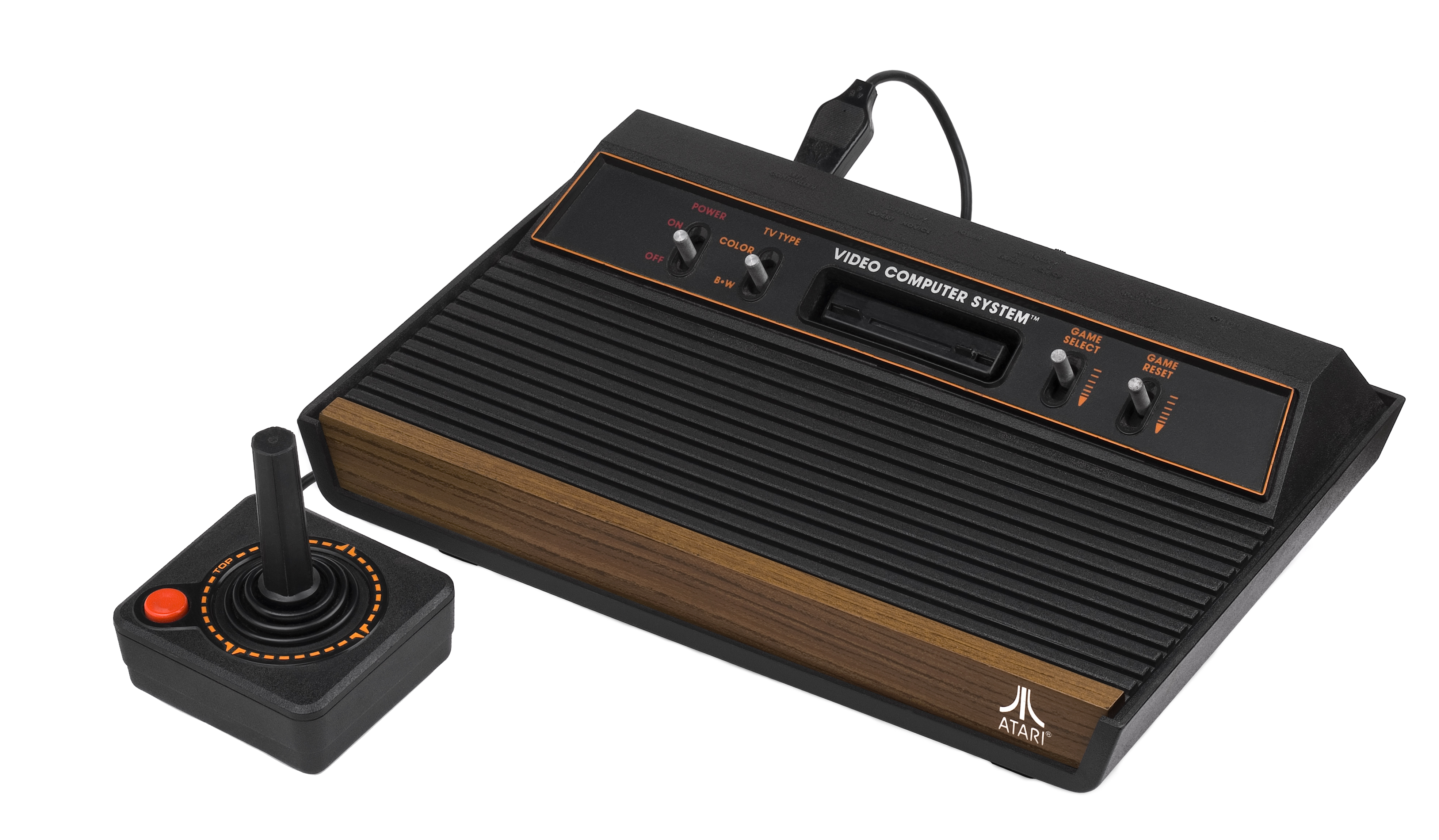
Atari 2600 amb la popular palanca de control

La productora Fairchild Semiconductor se'ls va avançar, llençant al mercat la VES (Video Entertainment System, posteriorment anomenada Fairchild Channel F) l'any 1976, que també oferia videojocs mitjançant cartutxos, convertint-se d'aquesta manera en la primera consola en utilitzar aquest sistema. Tot i haver sortit abans i que posseïa un catàleg d'uns 27 cartutxos, va acabar sent un fracàs, en gran part pel seu elevat preu (uns 170 dòlars, equivalents a més de 700 dòlars actuals). Tanmateix, aquell mateix any va sortir al mercat el chip AY-3-8500, que portava una variant del joc de Pong a un preu de només 5 dòlars. Això va provocar que moltes empreses fessin encàrrecs d'aquest chip per a produir les seves pròpies consoles de joc, pensant que seria un negoci rendible. Degut a la gran quantitat de consoles de joc que es van produir, el mercat es va saturar i, com a conseqüència, es va produir una important crisi, l'anomenat "crash del videojoc de 1977", que provcà que moltes empreses fessin fallida.
Aquell mateix any, la companyia Atari va llençar al mercat la que es considerada la millor consola de joc de tots els temps, l'Atari 2600 (el projecte "Stella"), que va sortir al mercat acompanyada amb 9 jocs de la història. Com la majoria de consoles d'aquesta generació, l'Atari 2600 tenia un processador de 8 bits. Amb prou feines podia reproduir 128 colors amb moltes limitacions, però l'èxit d'aquest aparell residia principalment en el seu comandament, la mítica palanca de control. Tot i que Atari no va ser la primera empresa en utilitzar aquesta forma de control, sí que va ser qui la va popularitzar.
En els anys posteriors van sortir al mercat altres consoles de joc que van esdevenir la competència de l'Atari 2600, però que no van gaudir del mateix èxit que aquesta. D'entre elles destaquen la Magnavox Odyssey² (que comptava amb un teclat i una palanca de control), la Intellivision (que funcionava amb cartutxos i amb un teclat), la ColecoVision i la Vectrex.
Arrivant a l'any 1982, va sortir a la venda la primera successora de l'Atari 2600, ja que aquesta cada vegada estava més obsoleta. L'anomenada Atari 5200 comptava amb un catàleg de jocs (70 aproximadament) que ja es trobaven en la seva antecessora, i aquesta va ser la raó per la qual va fracassar estrepitosament, estant menys de dos any en el mercat i donant pas a una nova crisi dins del món dels videojocs que pràcticament possaria fi a aquesta generació de consoles: el crash de 1983.

## Especificacions tècniques de les principals consoles de joc
|                  | Fairchild Channel F                                                                 | Atari 2600 | Magnavox Odyssey² | Intellivision | ColecoVision                                                                                                   | Vectrex | Atari 5200 |
| ---------------- | ----------------------------------------------------------------------------------- | --- | --- | --- | --- | --- | --- |
| Preu inicial ($) | $169,95                                                                             | $199 | $179 | $299 | $175 | $199 | $270 |
| CPU              | Fairchild F8 1.79 MHz (PAL 2.00 MHz)                                                | 8-bit MOS Technology 6507 @ 1.19 MHz | Intel 8048 microcontrolador de 8 bits que funciona a 1,79 MHz | Microprocessador General Instrument CP1610 de 16 bits corrent a 894.886 kHz, poc menys d'1 MHz. | Versió NEC de Zilog Z80A @ 3.58 MHz                                                                            | Motorola 68A09 @ 1.6 MHz, Coprocessadors: GI AY-3-8912 (So, controlador d'E / S)                                                                  | Custom MOS Technology 6502C @ 1.79 MHz |
| RAM              | 64 bytes, 2 kB VRAM (2×128×64 bits)                                                 | 128 bytes | 64 bytes | 1352 bytes | 1 KB | 1 KB | 16 KB |
| Resolución       | 128 × 64 pixels, 102 × 58 pixels visibles                                           | 40 x 192 pixels (NTSC). | 160 x 200 pixels (NTSC). | 160 x 196 pixels | 256 x 192 pixels                                                                                               | Consola amb pantalla integrada,(9x11"). Una de les seves innovacions són els gràfics basats en vectors, en lloc dels gràfics indefinits a píxels. | 14 maneres: sis modes de text (8 x 8, 4 × 8 i 8 x 10 caràcters matrius compatibles), vuit modes gràfics, inclosos 80 píxels per línia (16 colors), 160 píxels per línia (4 colors), 320 píxels per línia (2 colors), altura variable i amplada fins a superar 384 × 240 píxels |
| Colors           | Vuit (o blanc/negre o quatre colors màxims per línia)                               | 128 colors (NTSC). Màxim quatre colors per línia | Paleta fixa de 16 colors; Els sprites només poden utilitzar 8 d'aquests colors | Paleta de 16 colors, tots ells utilitzables al mateix temps. | Paleta de 16 colors                                                                                            | Blanc/negre, color (rgb) només amb ulleres 3D | 128 (16 tints, 8 llums) o 256 (16 tints, 16 llums) |
| Audio            | 500 Hz, 1 kHz i 1,5 kHz                                                             | TIA | Intel IC 8244/8245 personalitzat | Xip de so GI AI-3-8914 amb 3 canals de 8/8 de so més un soroll blanc. | Texas Instruments SN76489A PSG                                                                                 | General Instrument AY-3-8912 | So PSG de 4 canals a través del xip de so POKEY |
| Controls         | Dos controls, connectats a la consola (model original) o desmuntables (nous models) | Dos ports controladors DE-9, paletes, "trakballs", controladors de conducció, controladors de teclat de 12 tecles i controladors de tercers amb funcions addicionals. | Dues planques de control digitals de 8 botons o d'un sol botó. En les primeres proves de producció de Magnavox Odyssey i Philips 7000, aquestes es van connectar permanentment a la consola; en models posteriors, eren extraïbles i reemplaçables. | Teclat numèric de dotze botons (0-9, Clear i Enter), 4 botons d'acció localitzats als costats (dels quals dos eren electrònicament el mateix, donant com a resultat tres botons d'acció diferents), "disc direccional", capaç de detectar moviment en 16 adreces i "overlays", les quals es posaven damunt del teclat per mostrar les funcions específiques de cada joc. | palanca de control / teclat numèric, controlador de rodets, controlador de conducció i super Action Controller | palanca de control | palanca de control i ratolí de bola |